# Магнитная сепарация

Схема разделения изотопов Урана с помощью мощного магнитного поля. Более концентрированные изотопы урана-235 (на рисунке показаны тёмно синим цветом) в результате будут во внутреннем потоке.

Магнитная сепарация — технология разделения материалов на основе различия их магнитных свойств (магнитной восприимчивости) и различного поведения материалов в зоне действия магнитного поля, изменяющего гравитационную траекторию материалов.
Основное практическое применение магнитной сепарации — извлечение нежелательных (негативно сказывающихся на качестве конечных продуктов или вызывающих поломки технологического оборудования) включений из сырьевых компонентов различных производств. Оборудование для магнитной сепарации (магнитные сепараторы) широко используется в таких отраслях промышленности как стекольная, горно-рудная, металлургическая, вторичная переработка, пищевая, химическая и многих других.